# Norbergs landskommun
Norbergs landskommun var en kommun i Västmanlands län.

## Administrativ historik
Kommunen bildades 1863 i Norbergs socken i Gamla Norbergs bergslag i Västmanland. 30 september 1889 inrättades här Norbergs municipalsamhälle. 
Kommunen med municipalsamhället ombildades 1952 till Norbergs köping.

## Politik

### Mandatfördelning i Norbergs landskommun 1938-1950
| 21 |  | 3 | 3 |

| 23 | 5 |

| 2 | 19 |  | 2 | 4 |

| 24 | 4 |

| 4 | 18 |  | 3 | 2 |

| 25 |

|  | 21 |  | 3 | 2 |

| 27 |